# Azerbajdzjanska cupen i fotboll
Azerbajdzjanska cupen i fotboll (azerbajdzjanska: Futbol üzrə Azərbaycan Kuboku) är en årlig cupturnering i fotboll, öppen för klubblag i Azerbajdzjan och arrangeras av AFFA. Turneringen har sitt ursprung från 1936 då Azerbajdzjan var en del av Sovjetunionen. Den nuvarande turneringsformen startade 1992 i och med Azerbajdzjans självständighet.
Turneringen spelas mellan klubblag från högstaligan, Premjer Liqasy, och från andraligan, Azerbajdzjans Förstadivision.
Vinnaren av turneringen för möta vinnaren av Premjer Liqasy i den Azerbajdzjanska supercupen.

## Finaler
| År        | Vinnare                                                                               | Resultat                                                                              | Tvåa                                                                                  | Arena                                                                                 |
| --------- | ------------------------------------------------------------------------------------- | ------------------------------------------------------------------------------------- | ------------------------------------------------------------------------------------- | ------------------------------------------------------------------------------------- |
| 1992      | İnşaatçı Baku FK                                                                      | 2-1 e.f.                                                                              | FK Kur                                                                                | Tofiq Bähramov-stadion                                                                |
| 1993      | Qarabağ FK                                                                            | 1-0 e.f.                                                                              | İnşaatçı Sabirabad FK                                                                 | Tofiq Bähramov-stadion                                                                |
| 1993/1994 | Kapaz PFK                                                                             | 2-0                                                                                   | FK Chazar Lenkoran                                                                    | Tofiq Bähramov-stadion                                                                |
| 1994/1995 | Nefttji Baku                                                                          | 1-0                                                                                   | FK Kur                                                                                | Tofiq Bähramov-stadion                                                                |
| 1995/1996 | Nefttji Baku                                                                          | 3-0                                                                                   | Qarabağ FK                                                                            | Tofiq Bähramov-stadion                                                                |
| 1996/1997 | Kapaz PFK                                                                             | 1-0                                                                                   | Khazri Buzovna                                                                        | Tofiq Bähramov-stadion                                                                |
| 1997/1998 | Kapaz PFK                                                                             | 2-0                                                                                   | Qarabağ FK                                                                            | Tofiq Bähramov-stadion                                                                |
| 1998/1999 | Nefttji Baku                                                                          | 0-0 (5-4 str.)                                                                        | Shamkir FC                                                                            | Tofiq Bähramov-stadion                                                                |
| 1999/2000 | Kapaz PFK                                                                             | 2-1                                                                                   | Qarabağ FK                                                                            | Tofiq Bähramov-stadion                                                                |
| 2000/2001 | Shafa Baku FK                                                                         | 2-1                                                                                   | Nefttji Baku                                                                          | Mehdi Huseynzade Stadium                                                              |
| 2001/2002 | Nefttji Baku                                                                          | 3-0 (w.o.)                                                                            | Shamkir FC                                                                            | Tofiq Bähramov-stadion                                                                |
| 2002/2003 | Ingen turnering på grund av en konflikt mellan AFFA och de azerbajdzjanska klubbarna. | Ingen turnering på grund av en konflikt mellan AFFA och de azerbajdzjanska klubbarna. | Ingen turnering på grund av en konflikt mellan AFFA och de azerbajdzjanska klubbarna. | Ingen turnering på grund av en konflikt mellan AFFA och de azerbajdzjanska klubbarna. |
| 2003/2004 | Nefttji Baku                                                                          | 1-0 e.f.                                                                              | Shamkir FC                                                                            | Tofiq Bähramov-stadion                                                                |
| 2004/2005 | FK Baku                                                                               | 2-1 e.f.                                                                              | FK Inter Baku                                                                         | Tofiq Bähramov-stadion                                                                |
| 2005/2006 | Qarabağ FK                                                                            | 2-1                                                                                   | Karvan FK                                                                             | Shafa Stadium                                                                         |
| 2006/2007 | FK Chazar Lenkoran                                                                    | 1-0                                                                                   | Mil-Muğan FK                                                                          | Tofiq Bähramov-stadion                                                                |
| 2007/2008 | FK Chazar Lenkoran                                                                    | 2-0 e.f.                                                                              | FK Inter Baku                                                                         | Tofiq Bähramov-stadion                                                                |
| 2008/2009 | Qarabağ FK                                                                            | 1-0                                                                                   | FK Inter Baku                                                                         | Tofiq Bähramov-stadion                                                                |
| 2009/2010 | FK Baku                                                                               | 2-1 e.f.                                                                              | FK Chazar Lenkoran                                                                    | Tofiq Bähramov-stadion                                                                |
| 2010/2011 | FK Chazar Lenkoran                                                                    | 1-1 (4-2 str.)                                                                        | FK Inter Baku                                                                         | Tofiq Bähramov-stadion                                                                |
| 2011/2012 | FK Baku                                                                               | 2-0                                                                                   | Nefttji Baku                                                                          | Dalga Arena                                                                           |
| 2012/2013 | Nefttji Baku                                                                          | 0-0 (5-3 str.)                                                                        | FK Chazar Lenkoran                                                                    | Tofiq Bähramov-stadion                                                                |
| 2013/2014 | Nefttji Baku                                                                          | 1-1 (3-2 str.)                                                                        | Gabala FK                                                                             | Tofiq Bähramov-stadion                                                                |
| 2014/2015 | Qarabağ FK                                                                            | 3-1                                                                                   | Nefttji Baku                                                                          | Gabala City Stadium                                                                   |
| 2015/2016 | Qarabağ FK                                                                            | 1-0 e.f.                                                                              | Nefttji Baku                                                                          | Tofiq Bähramov-stadion                                                                |
| 2016/2017 | Qarabağ FK                                                                            | 2-0                                                                                   | Gabala FK                                                                             | Naxçıvan şəhər stadionu                                                               |
| 2017/2018 | Keşla FK                                                                              | 1-0                                                                                   | Gabala FK                                                                             | Qəbələ şəhər stadionu                                                                 |
| 2018/2019 | Gabala FK                                                                             | 1-0                                                                                   | Sumgajit FK                                                                           | Naxçıvan şəhər stadionu                                                               |
| 2019/2020 | Tävlingen blev avbruten på grund av covid-19-pandemin.                                | Tävlingen blev avbruten på grund av covid-19-pandemin.                                | Tävlingen blev avbruten på grund av covid-19-pandemin.                                | Tävlingen blev avbruten på grund av covid-19-pandemin.                                |
| 2020/2021 | Keşla FK                                                                              | 2–1                                                                                   | Sumgajit FK                                                                           | Bank Respublika Arena                                                                 |
| 2021/2022 | Qarabağ FK                                                                            | 1–1 (4–3 str.)                                                                        | Zira FK                                                                               | Azersun Arena                                                                         |
| 2022/2023 | Gabala FK                                                                             | 1–0 e.f.                                                                              | Nefttji Baku                                                                          | Neftçi Arena                                                                          |